# Liste der Biografien/Blay
Liste der Biografien |
Portal Biografien |
Personensuche
# |
A |
B |
C |
D |
E |
F |
G |
H |
I |
J |
K |
L |
M |
N |
O |
P |
Q |
R |
S |
T |
U |
V |
W |
X |
Y |
Z |
?
 
Ba |
Be |
Bd |
Bg |
Bh |
Bi |
Bj |
Bl |
Bm |
Bn |
Bo |
Br |
Bs |
Bu |
Bw |
By |
Bz
 
Bla |
Ble |
Bli |
Blj |
Blk |
Bll |
Blo |
Blu |
Bly
 
Blaa |
Blab |
Blac |
Blad |
Blae |
Blaf |
Blag |
Blah |
Blai |
Blaj |
Blak |
Blal |
Blam |
Blan |
Blaq |
Blar |
Blas |
Blat |
Blau |
Blav |
Blaw |
Blax |
Blay |
Blaz
Die Liste der Biografien führt alle Personen auf, die in der deutschsprachigen Wikipedia einen Artikel haben. Dieses ist eine Teilliste mit 10 Einträgen von Personen, deren Namen mit den Buchstaben „Blay“ beginnt.

## Blay
- Blay i Fàbregas, Miquel (1866–1936), katalanischer Bildhauer
- Blay, Eddie (1937–2006), ghanaischer Boxer
- Blay, Eva (* 1937), brasilianische Soziologin, Politikerin und Frauenrechtlerin
- Blay, Frederick Worsemao Armah, ghanaischer Politiker
- Blay, Gina Ama (* 1959), ghanaische Botschafterin, Verlegerin und Medienexpertin
- Blay, Pep (* 1966), katalanischer Schriftsteller, Drehbuchautor, Musikjournalist
- Blay-Amihere, Kabral (* 1953), ghanaischer Diplomat

### Blayl
- Blaylock, James (* 1950), US-amerikanischer Autor
- Blaylock, Mookie (* 1967), US-amerikanischer Basketballspieler

### Blayv
- Blayvas, Anastasia (* 2001), deutsche FreistilringerinAnastasia Blayvas (* 2001)

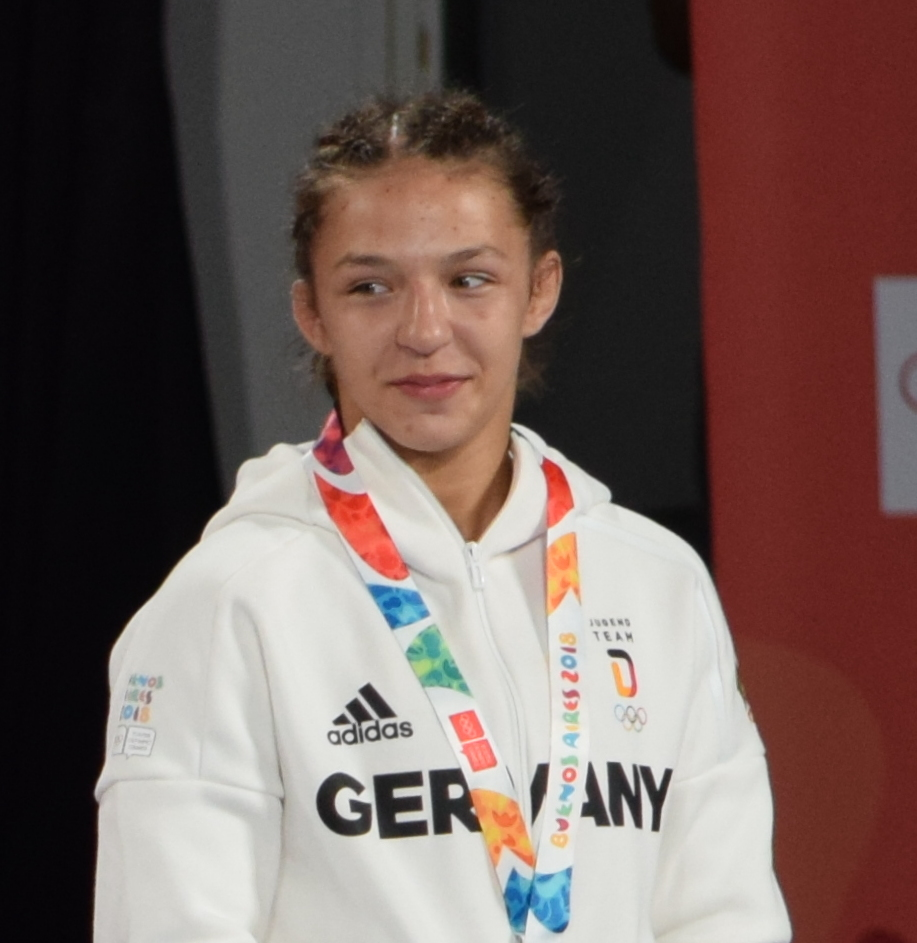
Anastasia Blayvas (* 2001)